# Hangö kyrkliga samfällighet
Hangö kyrkliga samfällighet (finska: Hangon seurakuntayhtymä) är en lokal förvaltningsenhet inom Evangelisk-lutherska kyrkan i Finland. Samfälligheten ligger i Hangö i Nyland och till samfälligheten hör Hangö svenska församling och Hangö finska församling (Hangon suomalainen seurakunta). Hangö kyrkliga samfällighet hör till Esbo stift och Lojo prosteri. Samfälligheten är tvåspråkig med finskspråkig majoritet.
Hangö församling, som grundades år 1874, delades i två olika församlingar på språkliga grunder år 1962. Då bilades Hangö svenska församling och Hangö finska församling. Samfälligheten har hand om bland annat kyrkoskatten i Hangö, bokföring, fastigheter, gravgårdar och gemensamma tjänster.

## Lokaler
Hangö kyrkliga samfällighet har två kyrkor: Hangö kyrka som byggdes år 1892 och Lappvik kyrka som byggdes år 1913. Dessutom har samfälligheten tre kapell. Det ryms cirka 400 personer i Hangö kyrka.